# Eddie Jordan
Edmund Patrick "Eddie" Jordan, OBE, född 30 mars 1948 i Dublin, död 20 mars 2025 i Kapstaden, Sydafrika, var en irländsk affärsman, tv-personlighet och tidigare ägare av formel 1-stallet Jordan Grand Prix. 
Han vann Irish Kart Championship 1971 och flyttade till Formel Ford 1974. Hans eget formel 1-stall Jordan Grand Prix verkade från 1991 till 2005.
Han arbetade efter sin tid i formel 1 som expert åt BBC tillsammans med David Coulthard och Martin Brundle.